# Peder Nilsson (ishockeymålvakt)
Peder Nilsson, född 17 februari 1951, är en svensk före detta professionell ishockeymålvakt. Hans moderklubb är Bodens BK.
Peder är far till ishockeymålvakten Anders Nilsson och farfar till ishockeyspelaren Fabian Nilsson.
Peder tog SM-silver med Djurgården Hockey 1979.